# ادوارد مورلی
ادوارد مورلی (انگلیسی: Edward Morley؛ زاده ۲۹ ژانویهٔ ۱۸۳۸ درگذشته ۲۴ فوریهٔ ۱۹۲۳)
فیزیک‌دان اهل ایالات متحده آمریکا بود.
ازمایشات مایکسون-مورلی
مورلی و البرت مایکسون سعی کردند تا با این ازمایشات وبا اندازه گیری دقیق سرعت نور مسئله ی اتر را حل کنند.این دو دانشمند تفاوت زمان رسیدن نور در امتداد حرکت زمین و عمود بر ان را تحلیل کردند.سرعت نور در جهت و عمود و در خلاف جهت حرکت زمین یکسان بنظر رسید.
انان نتیجه گرفتند:
اگر هر حرکت نسبی بین زمین و اتر نور رسان وجود داشته باشد این حرکت کاملاً کوچک است.
این ازمایشات باعث شد دانشمندان دیگر به وجود اتر وررسان شک کنند.